# Успенська сільська рада (Буринський район)
Успе́нська сільська́ ра́да — колишній орган місцевого самоврядування в Буринському районі Сумської області. Адміністративний центр — село Успенка.

## Загальні відомості
- Населення ради: 1 885 осіб (станом на 2001 рік)

## Населені пункти
Сільській раді підпорядковані населені пункти:
- с. Успенка

## Склад ради
Рада складається з 16 депутатів та голови.
- Голова ради: Захарченко Ганна Петрівна
- Секретар ради: Штика Тетяна Вікторівна

### Керівний склад попередніх скликань
| Прізвище, ім'я, по батькові | Основні відомості                                                              | Дата обрання | Дата звільнення |
| --------------------------- | ------------------------------------------------------------------------------ | ------------ | --------------- |
| Кругляк Марія Іванівна      | Сільський голова, 1949 року народження, Всеукраїнське об'єднання «Батьківщина» | 26.03.2006   | 31.10.2010      |
| Захарченко Ганна Петрівна   | Сільський голова, 1957 року народження, освіта вища, член Народної партії      | 31.10.2010   |                 |

Примітка: таблиця складена за даними сайту Верховної Ради України